# Bavayia pulchella
Espèce
Statut de conservation UICN

 NT  : Quasi menacé
Bavayia pulchella est une espèce de gecko de la famille des Diplodactylidae.

## Répartition
Cette espèce est endémique de Nouvelle-Calédonie.

## Description
C'est un gecko arboricole, nocturne et insectivore.

## Étymologie
Le nom spécifique pulchella vient du latin pulchellus, joli, en référence à l'aspect de ce saurien.

## Publication originale
- Bauer, Whitaker & Sadlier, 1998 : Two new species of the genus Bavayia (Reptilia: Squamata: Diplodactylidae) from New Caledonia, Southwest Pacific. Pacific Science, vol. 52, n. 4, p. 342-355 (texte intégral).